# Голац, Иван
Иван Голац (серб. Иван Голац; 15 июня 1950, Копривница) — югославский футболист и тренер.

## Карьера футболиста
Воспитанник «Партизан». За родной клуб выступал на протяжении десяти лет. За это время Голац становился в его составе чемпионом Югославии. В 1978 году, когда власти Югославии разрешили футболистам уезжать выступать заграницу, игрок отправился в Англию, где он в течение долгих лет представлял «Саутгемптон». Его «святые» приобрели за 50 тысяч фунтов стерлингов. За команду он отыграл более 150 матчей, при этом несколько раз клуб его отдавал в аренду. В 1983 году он провел два матча за «Манчестер Сити». Завершил свою карьеру в 36 лет. В Англии за свою игру получил прозвище «Иван Грозный».

### В сборной
За сборную Югославии Иван Голац провел одну встречу. В 1976 году он сыграл в товарищеском матче против сборной Алжира, в котором балканцы победили со счетом 2:1.

## Тренерская деятельность
В 1989 году сменил Момчило Вукотича на посту наставника «Партизана», которому до этого он ассистировал в команде. Однако добиться хороших результатов Голац не смог и по окончании сезона он покинул клуб. В дальнейшем специалист несколько лет работал на Британских островах. Наибольших успехов югослав добился с «Данди Юнайтед», с которым он выиграл Кубок Шотландии. Местные журналисты отмечали, что Голац любил проводить тренировки в парке, где футболисты занимались в непринужденной атмосфере и «нюхали цветы». Позднее работал в Исландии. В конце 2002 года возглавил львовские «Карпаты». Но надолго на Украине он не задержался.
Помимо футбольной работы Голац владеет шоколадной фабрикой в Белграде. С дочерьми Андрианой и Иваной он живет на два дома в Белграде и Вене.

## Достижения

### Футболиста
- Чемпион Югославии (2): 1975/76, 1977/78.
- Финалист Кубка Английской футбольной лиги (1): 1978/79.

### Тренера
- Обладатель Кубка Шотландии (1): 1993/94.